# 丹麦国旗勋章
丹麦国旗勋章（丹麥語：Dannebrogordenen）是丹麦的勋章。
今日，丹麦国旗勋章是表彰和獎勵現代丹麥國家忠實公僕的一種方式，以表彰他們在公務員或軍隊中的功績，對藝術、科學或商業生活做出的特殊貢獻，或為丹麥的利益而工作。

## 勋位级别
丹麦国旗勋章分为五等：
- 大十字（Storkors）
- 大军官（Kommandør af 1. grad af Dannebrog）
- 指挥官（Kommandør af Dannebrog）
- 军官
- 骑士